# Waldtor

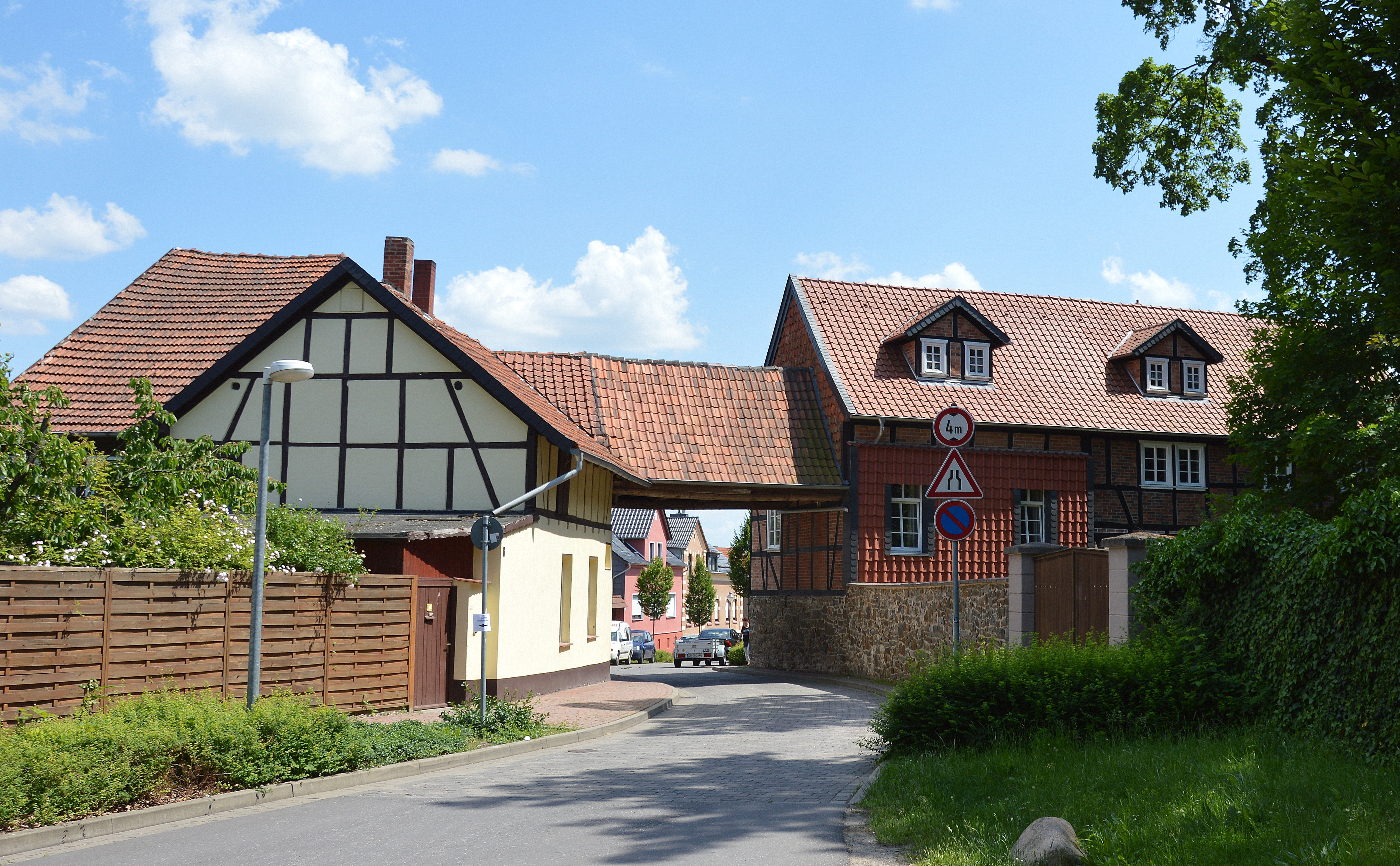
Waldtor, links ehemaliges Wach- und Zollhaus, rechts ehemalige Herberge

Das Waldtor ist eine denkmalgeschützte Gebäudegruppe im Ortsteil Althaldensleben der Stadt Haldensleben in Sachsen-Anhalt.

## Lage
Die städtebaulich wichtige Häusergruppe befindet sich an der Adresse Waldstraße 2, 9 am nordwestlichen Ende der Waldstraße. Sie engt die Waldstraße ein und überspannt die Straße torartig.

## Architektur und Geschichte
Die zweigeschossige Gebäudegruppe entstand in der Zeit um das Jahr 1800. Andere Angaben nennen als Bauzeit den Zeitraum der 1850er bis 1870er Jahre. Die niedrigen Erdgeschosse sind in massiver Bauweise, die oberen Geschosse in Fachwerkbauweise ausgeführt. Beide Gebäude sind über die Straße hinweg durch ein Satteldach verbunden, das der Anlage ihren torartigen Charakter gibt.
Das nordöstliche Gebäude diente in der Vergangenheit als Wach- und Zollhaus an der hier ursprünglich verlaufenden Lüneburger Heerstraße. Es bestand ein Schlagbaum der nach Entrichtung eines Wegzolls passiert werden konnte. Im südöstlich angrenzenden Haus war die Herberge Zur Einkehr untergebracht. Im vorderen Bereich des Gebäudes bestand darüber hinaus ein Schlachthaus. Der hintere Teil grenzt an den Burgwall und wurde in diesen hineingebaut. Dort wurde ein Bier- bzw. Weinkeller eingerichtet.
Später wurden beide Gebäude zu Wohnhäusern umgebaut.
Im örtlichen Denkmalverzeichnis ist die Häusergruppe unter der Erfassungsnummer 094 84421 als Baudenkmal eingetragen.